# Rörelsenedsättning
Rörelsenedsättning är en funktionsnedsättning som begränsar en persons motorik med förlust av rörelseförmåga som följd.
Personer med rörelsenedsättning är ofta i behov av hjälpmedel, exempelvis en rullstol eller rollator. En mycket liten del personer med rörelsenedsättning har en eller flera personliga assistenter anställda för att hjälpa till med saker som till följd av funktionshindret är svåra eller omöjliga att utföra för dem själva.

## Definitioner
Undersökningar av levnadsförhållanden (ULF/SILC) är en undersökning som görs av Statistiska centralbyrån (SCB) varje år. 2014 angavs följande definitioner angående rörelseförmåga:
1. Nedsatt rörelseförmåga anses de ha som har svarat JA på frågan "Har Du svårt att gå i trappor?" OCH svarat "Stora svårigheter" på frågan "Tycker du att du har stora eller vissa svårigheter att gå i trappor?" OCH/ELLER har svarat NEJ på frågan "Kan du ta en kortare promenad på 5 minuter i någorlunda rask takt?"
2. I hög grad nedsatt rörelseförmåga anses de ha som har nedsatt rörelseförmåga enligt ovan, men dessutom svarat JA på minst en av följande frågor: "Använder du käpp, kryckor, rollator, rullstol eller liknande för att förflytta dig?" och "Behöver du hjälp av en annan person för att förflytta dig?"

## Statistik
I SCB:s ULF/SILC-undersökning publicerad 2016, med material från 2014-2015, anges att 6 procent av befolkningen (cirka 477 000) har nedsatt rörlighet i meningen svårt att förflytta sig. Av dessa utgör 3,5 procent (340 000) personer med i hög grad nedsatt rörlighet.

## Exempel på orsaker
Exempel på tillstånd som kan ge upphov till rörelsenedsättning:
- Fetma
- Förlamning
- Multipel skleros (MS)
- Muskelsjukdomar
- Reumatism